# Teresa Galindo Mata
María Teresa Galindo Mata (* 12. November 1970 in Mexiko-Stadt) ist eine ehemalige mexikanische Beachvolleyballspielerin.

## Karriere
Galindo Mata spielte ihre ersten internationalen Turniere von 1996 bis 1998 mit Laura Leticia Miranda Durán. Ihr bestes Ergebnis in dieser Zeit war der 17. Platz beim Weltserien-Turnier in Hermosa. 1999 bildete Galindo Mata ein Duo mit Hilda Gaxiola. Im ersten gemeinsamen Jahr kamen sie auf der World Tour nicht über den 25. Platz hinaus. Sie nahmen an der Weltmeisterschaft in Marseille teil und belegten dort den 33. Rang. Im Jahr 2000 erreichten sie nach dem 13. Platz beim Heimturnier in Rosarito als Neunte der Berlin Open erstmals die Top Ten. Außerdem qualifizierten sie sich für die Olympischen Spiele in Sydney. Nach der Auftaktniederlage gegen die Australierinnen Cook/Pottharst schieden sie gegen das chinesische Duo Xiong Zi/Chi Rong aus und beendeten das Turnier auf dem 19. Platz.
Beim ersten Turnier mit ihrer neuen Partnerin Mayra Huerta wurde Galindo Mata Neunte der Fortaleza Open. 2001 folgten weitere Top-Ten-Ergebnisse in Macau, Osaka und Maoming. Bei der WM 2001 in Klagenfurt gewannen Huerta/Galindo ihre Dreiergruppe in der Vorrunde und erreichten die erste Hauptrunde; dort unterlagen sie ihren Landsfrauen Gaxiola/García. 2002 spielte Galindo Mata mit Myrna Serrano Ochoa. Bei den Grand Slams in Marseille und Klagenfurt kam das Duo auf den 17. Platz. Mit Laura Arevalo Dorantes erzielte Galindo Mata 2003 keine vordere Platzierung.
2004 trat sie erneut mit Mayra Huerta an. Nach einem 33. Rang in Fortaleza gab es bei vier weiteren Open-Turniere jeweils Platz 41. 2005 spielte Galindo Mata mit Martha Revuelta. Die beste Platzierung in diesem Jahr war der 25. Platz beim abschließenden Turnier in Acapulco. Anschließend beendete Galindo Mata ihre Karriere.